# Finger (genre)
Genre
Finger est un genre d'araignées aranéomorphes de la famille des Salticidae.

## Distribution
Les espèces de ce genre se rencontrent en Angola et en Ouganda.

## Liste des espèces
Selon World Spider Catalog (version 25.5, 13/09/2024) :
- Finger chitato Wesołowska & Wiśniewski, 2023
- Finger lechi Wesołowska & Wiśniewski, 2023
- Finger minor Wiśniewski & Wesołowska, 2024

## Systématique et taxinomie
Ce genre a été décrit par Wesołowska et Wiśniewski en 2023 dans les Salticidae.

## Publication originale
- Wesołowska & Wiśniewski, 2023 : « A contribution to thiratoscirtines from Central Africa with description of new genera and species (Araneae: Salticidae: Thiratoscirtina). » Annales Zoologici, vol. 73, no 3, p. 375-387.